# Kääntöjärvi, Lappland
Kääntöjärvi är en sjö i Gällivare kommun i Lappland och ingår i Kalixälvens huvudavrinningsområde. Sjön har en area på 3,03 kvadratkilometer och ligger 323 meter över havet. Sjön avvattnas av vattendraget Kääntöjoki och ligger vid byn Kääntöjärvi.

## Delavrinningsområde
Kääntöjärvi ingår i det delavrinningsområde (748939-175703) som SMHI kallar för Utloppet av Kääntöjärvi. Medelhöjden är 356 meter över havet och ytan är 31,05 kvadratkilometer. Räknas de 2 avrinningsområdena uppströms in blir den ackumulerade arean 69,98 kvadratkilometer. Kääntöjoki som avvattnar avrinningsområdet har biflödesordning 2, vilket innebär att vattnet flödar genom totalt 2 vattendrag innan det når havet efter 227 kilometer. Avrinningsområdet består mestadels av skog (76 procent). Avrinningsområdet har 3,6 kvadratkilometer vattenytor vilket ger det en sjöprocent på 11,6 procent.